# Parco nazionale di Kushiro-shitsugen
Il parco nazionale di Kushiro-shitsugen (釧路湿原国立公園?, Kushiro-shitsugen Kokuritsu Kōen) è un parco nazionale localizzato nella parte est dell'isola di Hokkaidō, in Giappone. Fu designato come parco nazionale il 31 luglio 1987. Il parco è noto per i suoi ecosistemi delle zone umide. Infatti, il nome Kushiro-shitsugen significa letteralmente "zone umide di Kushiro" o "palude di Kushiro".
Il parco copre un'area di 268,61 km2 sulla pianura di Kushiro (Kushiro-heiya) e contiene le più vaste distese di canneti del Giappone. Il fiume Kushiro (154 km), che trae origine nel lago Kussharo, si snoda attraverso gran parte del parco. Durante la Convenzione di Ramsar del 1980, alla quale partecipò il Giappone, il parco fu registrato dapprima come una torbiera con torbe affioranti. Nel 1967, le stesse zone umide (shitsugen) erano state designate come monumento naturale nazionale. Per quella ragione l'accesso è strettamente limitato e il paesaggio, assai caratteristico di Hokkaidō, si è preservato.

## Flora e fauna

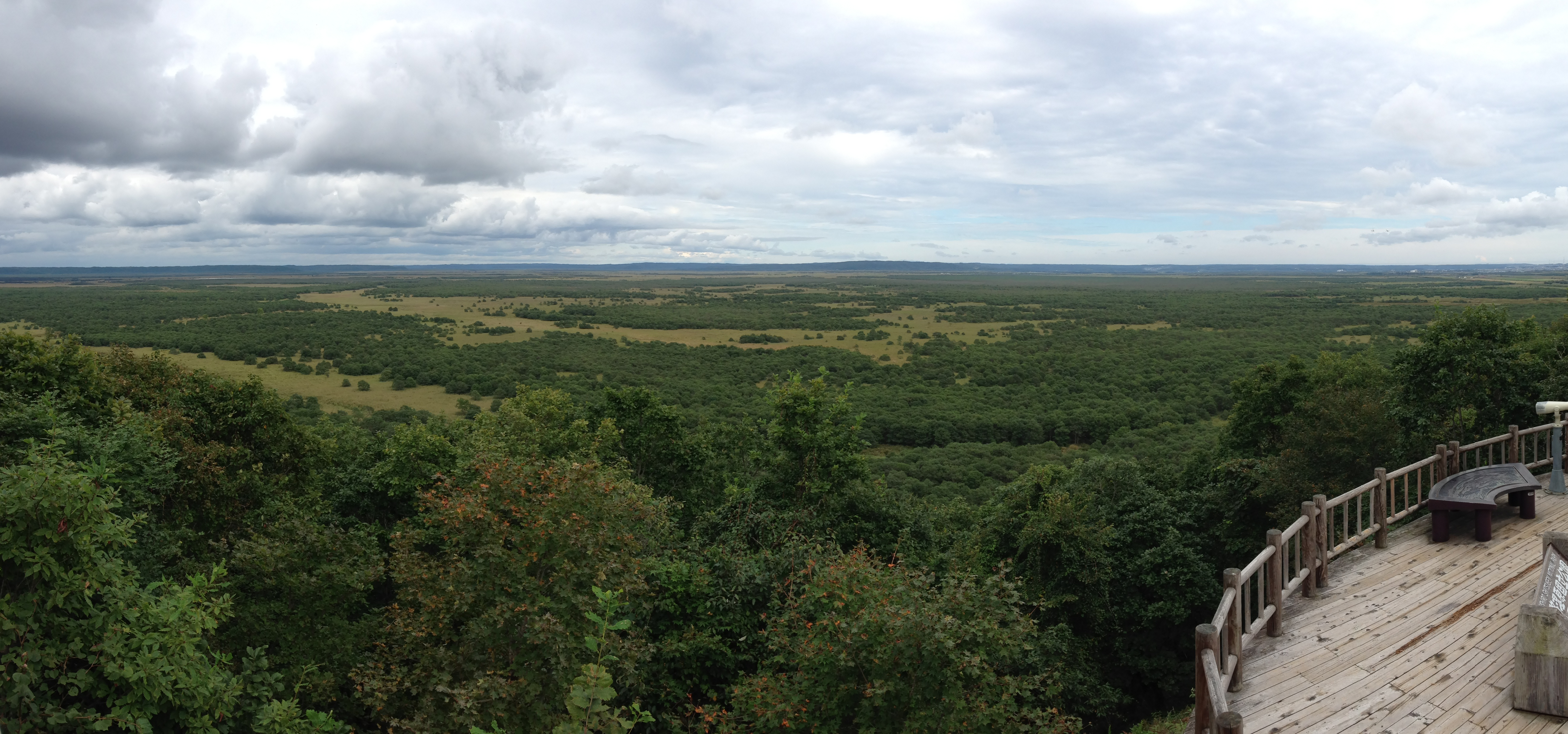
Una vista panoramica di Kushiro Marsh, settembre 2014

Canne, falaschi, zone umide con sfagni, boschetti di ontani neri, fiumi che si curvano liberamente avanti e indietro, gruppi di laghi e di acquitrini, e altri ecosistemi umidi compongono un ambiente variato. Il Kushiro-shitsugen ospita oltre 600 specie di piante. Il parco è un rifugio prezioso per specie selvatiche come la gru della Manciuria (Grus japonensis), il salmone del Danubio (Hucho perryi), la salamandra siberiana (Salamandrella keyserlingii) e la libellula giapponese (Leucorrhinia intermedia ijimai).

## Città, cittadine e villaggi collegati
- Sottoprefettura di Kushiro
  - Kushiro
  - Kushiro (cittadina)
  - Shibecha
  - Tsurui